# Rock in den Ruinen

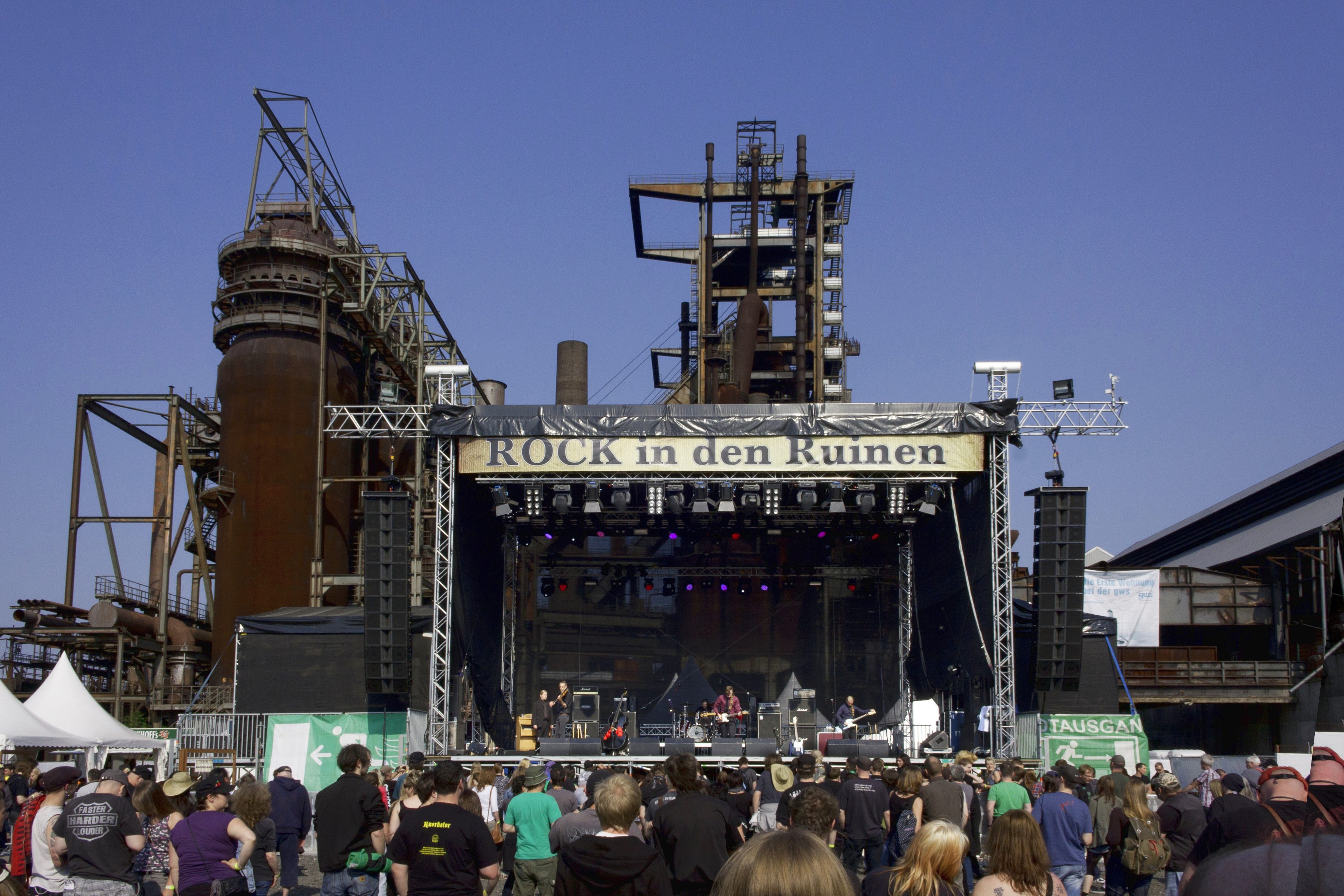
Die Bühne beim „Rock in den Ruinen“ am neuen Standort 2011

Rock in den Ruinen war ein alljährlich von 1995 bis 2013 (bis 2011 jeweils am 30. April) stattfindendes Rock-Open-Air-Festival. 
Es fand bis 2010 auf dem Gelände an der alten Burgruine Hohensyburg in Dortmund in direkter Nähe zur Spielbank Hohensyburg statt.
Es zählte zu den bedeutendsten Newcomer-Festivals in der Bundesrepublik. Jedes Jahr trafen sich zu diesem Anlass bis zu 15.000 junge Menschen an dem traditionsreichen Ort hoch über dem Ruhrtal. Entsprechend groß waren der Einzugsbereich und die Wahrnehmung der Veranstaltung in der Öffentlichkeit. Neben populären, bereits etablierten Künstlern erhielten hier auch junge Bands die Möglichkeit, vor einem großen Publikum aufzutreten. Für einige namhafte Stars wie Sascha, Cosmo Klein usw. war dieses Konzert Sprungbrett für ihre nationale und internationale Karriere. „Rock in den Ruinen“ war ein wesentliches Element der Jugendkulturarbeit in Dortmund.
Ausgerichtet wurde dieses Event ursprünglich durch den SPD-Ortsverein Syburg-Bucholz und die Hörder Jusos. Später hatte der SPD-Stadtbezirk Hörde die organisatorischen Aufgaben des Ortsvereins übernommen.
Für ihr langjähriges Engagement um „Rock in den Ruinen“ wurden die Hörder Jusos auf dem SPD-Bundesparteitag in Hamburg am 28. Oktober 2007 mit dem 3. Platz des Wilhelm-Dröscher-Preises ausgezeichnet.
Am 30. April 2008 spielten bei diesem Festival als Top-Akt Liquido sowie The Sonic Boom Foundation, Brainbugs, Ice of Eden, Body 22, Downride, Soulshift, Stranded, The Hate Within und 2 Beats Break. Außerdem war u. a. Peer Steinbrück in Syburg, um sich ein Bild von dem Festival zu verschaffen.
Im Jahre 2011 hat das Festival seinen ursprünglichen Standort auf der Hohensyburg verlassen und auf dem Gelände des ehemaligen Stahlwerks Phoenix stattgefunden.
Im Jahr 2012 fand das Festival erstmals nicht zum Tanz in den Mai am 30. April statt, sondern am vorherigen Samstag, den 28. April 2012. Zudem wurde im Vorfeld ein Bandwettbewerb ausgetragen, bei dem zwei lokale Bands die Möglichkeit eines Auftrittes beim Festival gewinnen konnten.
Im Januar 2014 wurde das Festival 2014 aufgrund fehlender Sponsoren abgesagt und fand auch in den Folgejahren nicht mehr statt.

## Bands
1999: redPlanet, In Extremo, Jon Taylor, Cheap Tequila, Pink Bubbles, Balaleika Overdrive, Koma Mobb, Slubb, Tantric
2005: Klee, Sub7even, Something Fierce, OneJiRu, Subterfuge, Frontloop, Four Versus, Sonicseeds, Tony Gorilla, Helter Skelter
2006: Muff Potter, Krypteria, SON, Asher, Goldhouse, Chamberdogs, 3und2O, Mothers Little Helpers, Sweep, Agent Elmo, Exposed To Noise
2007: Emil Bulls, Io, The Heartbreak Motel, Ileus, King’s Tonic, Mode Execute Ready, Different Inside, Los Perversos, Gammalux, Saitensprung, Internal Tornment
2008: Liquido, The Sonic Boom Foundation, Kim, Stranded, To Be Announced, Foundation, The Hate Within, Baby Universal, Brainbugs, Soulshift, Downride, Body 22, 2 Beats Break
2009: Bloodlights, Herrenmagazin, Das Bierbeben, Mike Zero, Carangg, Noir, Disruptive Minds, Support
2010: Donots, Jupiter Jones, Royal Republic, The Flaw, ModeExecuteReady, Purchasable, Blyndfold, Gedankenflucht, The Batteries
2011: New Model Army, Clawfinger, Wolf, The New Black, Kellermensch, Enemy of the Sun, Mike Zero, Tony Gorilla, Guitarshop Asshole
2012: Saxon, Phillip Boa and the Voodooclub, Killing Joke, The Idiots, Peter Pan Speedrock, Sister Sin, Kopek, Klit Korea, Angry White Elephant
2013: Donots, Wirtz, Firewind, The Chameleons (Vox), Honigdieb, Chrome Division, The Invincible Spirit, Crossplane, Newphoria, 3dirty7